# زارداناشن
زارداناشن (ارمنی: Զարդանաշեն; ترکی آذربایجانی: Zərdanaşen) یک منطقهٔ مسکونی در جمهوری آرتساخ است که در استان مارتونی واقع شده‌است.